# Лорд апелациони судија
Лорд апелациони судија (енгл. Lord Justice of Appeal) службени је назив за судију Апелационог суда Енглеске и Велса.
Без обзира на титулу „лорд” у називу ове судије нису нужно и перови за разлику од некадашњих 12 редовних апелационих лордова (енгл. Lords of Appeal in Ordinary). Судије појединци одлучују о прихватљивости жалби, а трочлана судска вијећа доносе пресуде.
Именује их монарх, уз учешће лорда канцелара, на предлог поткомисије за избор (енгл. selection panel) коју формира Комисија за судска именовања (енгл. Judicial Appointments Commission). Такође, лордови апелационе судије су чланови Државног савјета.